# American Me
American Me es una película de 1992 dirigida por Edward James Olmos, su primera película como director, y escrita por Jhon Tocto Villanueva y Desmond Nakano. Olmos protagoniza como el personaje principal de la película. El productor ejecutivo fue Lou Adler.

## Trama
La película describe 30 años de vida de pandillas chicanas en Los Ángeles. La historia comienza con los disturbios de Zoot Suit de 1943, que representan a una joven pareja latina, Esperanza y Pedro Santana, que son atacados racialmente por marineros. Pedro es sacado a la calle y golpeado junto con otros latinoamericanos a los que les rasgan y rasgan la ropa, mientras que Esperanza es violada en grupo por los marineros. La historia pasa a años después, en 1959, y se centra en el hijo mayor de la familia Santana, Montoya, un adolescente que forma una pandilla junto con sus amigos J.D. y Mundo. Pronto se encuentran cometiendo delitos y son arrestados.
En el centro de detención juvenil, Santana asesina a un compañero de prisión que lo había violado y, como resultado, su sentencia se extiende a la prisión estatal de Folsom después de cumplir 18 años.
Años más tarde, Santana se convierte en el líder de una poderosa pandilla carcelaria, La Eme. Tras su liberación en 1977, trata de relacionar sus experiencias de vida con la sociedad que ha cambiado tanto desde que se fue. La Eme se ha convertido en una temida organización criminal más allá de Folsom, vendiendo drogas y cometiendo asesinatos. Santana comienza una relación romántica con una mujer llamada Julie, pero ella siente repulsión por sus tendencias violentas y la influencia negativa de La Eme en su comunidad. Esto se hace evidente cuando un capo de la droga (que se negó a dar el control de la distribución a La Eme) toma represalias contra ellos cuando llevan las cosas demasiado lejos y hacen que “Títere” (con la ayuda de otros miembros) viole brutalmente y asesine a su hijo en prisión para enviar un mensaje. El capo de la droga se dirige a la comunidad de Santana mediante la distribución de heroína pura a los usuarios locales, lo que provoca sobredosis masivas, incluido el hermano menor de Julie. Santana visita la tumba de su madre, donde Pedro revela que siempre estuvo resentido con él porque podría haber sido el resultado de la violación de su madre, lo que sirve como un recordatorio constante de la terrible experiencia de su madre.
Santana comienza a ver el error de sus caminos, pero antes de que pueda tomar medidas, lo envían de regreso a Folsom por posesión de drogas. Cuando J.D. lo visita, Santana le dice que ya no está interesado en liderar a La Eme. Sin embargo, siguiendo un precedente establecido por el propio Santana al principio de la película, sus hombres, incluido Mundo, lo asesinan para mostrar a las otras pandillas de la prisión que, a pesar de no tener un líder, La Eme no es débil y no tolerará que nadie abandone la pandilla. Es apuñalado fatalmente y arrojado por el balcón hasta su muerte. En otro lugar, Puppet es liberado de prisión y recogido por su hermano pequeño y compañero de pandilla "Little Puppet". Mientras hacen una parada para orinar, Little Puppet menciona que tiene un bebé en camino, pero cuando le dice a su hermano mayor, Puppet lo estrangula a regañadientes hasta la muerte, ya que se lo ordenaron porque Little Puppet fue abiertamente irrespetuoso con La Eme después de su muerte. propia liberación de la prisión antes.
Julie recibe una carta de Santana agradeciéndole por abrirle los ojos y su collar de San Dismas. Julie le da el collar al hermano adolescente de Santana, Paulito, quien luego introduce a un niño en La Eme haciéndoles disparar desde un vehículo.

## Problemas y represalias con la Mafia Mexicana
En 2017, Chile acusó 22 miembros de las autoridades chilenas de asociación con la Mafia Norte, así como de crímenes que incluyen asesinato y secuestro. Uno de los miembros detenidos, Bryan Alias "El Mas Loco" Martínez fue presuntamente uno de los miembros de más alto rango en la Mafia Norte, y en el momento de la detención estaba envuelto en una lucha de poder con otros miembros de la misma como Franco "Tupi" Ramírez. Otro de los detenidos fue acusado de haber conspirado para asesinar a un activista anti-pandillas que trabajó como consultor para la película American Me.
La Mafia Mexicana se volvió más conocida después de la película de 1992 American Me. La película fue coproducida, dirigida y protagonizada por el actor Edward James Olmos, quien habría recibido amenazas de muerte por miembros de la Mafia Mexicana por lo que consideraban una descripción poco halagadora de la banda. Tres consultores de la película fueron asesinados poco después de la estreno de la misma.

## Reparto
- William Forsythe como J.D
- Pepe Serna  como Mundo.
- Daniel A. Haro como wuero.
- Sal López como Pedro Santana.
- Vira Montes como Esperanza Santana.
- Danny De La Paz como Puppet.
- Daniel Villarreal como Little Puppet.
- Roberto Martín Márquez como Acha.
- Dyana Ortelli como Yolanda.
- Evelina Fernández como Julie.
- Joe Aubel como Tatuador.
- Rob Garrett como Zoot Riot Bystander.
- Lance August como Young Sailor.
- Jacob Vargas como Paulito.
- Eric Close
- Christian Klemash
- Brian Holechek como Oficial.
- Rigoberto Jiménez como Big Happy.
- Cary-Hiroyuki Tagawa como El Japo.
- Robby Robinson
- Paul Bollen como Doc.